# Filipa, 5. hraběnka z Ulsteru
Filipa z Clarence, také známá jako Filipa Plantagenet, Filipa de Burgh nebo Filipa Elthamská (16. srpna 1355, Elthamský palác – 5. ledna 1382, Cork) byla středověká anglická princezna a suo iure hraběnka z Ulsteru.

## Biografie
Narodila se 16. srpna 1355 v Elthamském paláci v Kentu jako jediné dítě Lionela Antverpského, 1. vévody z Clarence, a Alžběty de Burgh, 4. hraběnky z Ulsteru. Její otec byl druhým synem krále Eduarda III. Anglického a Filipy Henegavské. Byla jejich nejstarším vnoučetem. Po královně Filipě byla dokonce pojmenována.
Filipa se ve věku čtrnácti let v Královnině kapli v Readingském opatství provdala za Edmunda Mortimera, 3. hraběte z March. Její bratranec, král Richard II., zůstal bezdětný, díky čemuž byli až do jeho sesazení Filipa a její potomci dalšími v linii následnictví trůnu. Ve válkách růží byl nárok Yorkistů na korunu založen na původu Eduarda III. přes Filipu, jejího syna Rogera Mortimera a vnučku Anne Mortimerovou, která se provdala za Richarda Konisburského, 3. hraběte z Cambridge, syna jejího strýce Edmunda Langleyského, 1. vévody z Yorku.
Filipa zemřela v roce 1382 a byla pohřbena ve Wigmorském opatství v Herefordshire.

## Manželství a potomci
S Edmundem Mortimerem měla následující potomky:
| Jméno                            | Narození           | Smrt                  | Poznámky |
| -------------------------------- | ------------------ | --------------------- | --- |
| Lady Alžběta Mortimerová         | 12. února 1371     | 20. dubna 1417        | Poprvé se provdala za sira Jindřicha „Hotspura“ Percyho, se kterým měla dvě děti, Jindřicha Percyho, 2. hraběte z Northumberlandu, a lady Alžbětu Percyovou. Jejím druhým manželem byl Tomáš de Camoys, baron Camoys, se kterým měla syna lorda Rogera de Camoys. Alžběta Mortimerová byla předkem třetí královny manželky Jindřicha VIII., Jany Seymourové. |
| Roger Mortimer, 4. hrabě z March | 11. dubna 1374     | 20. července 1398     | Oženil se s lady Alianore Hollandovou, se kterou měl čtyři děti, Anne, Edmunda Mortimera, 5. hrabě z March, Eleanor a Rogera. Nárok Yorků na trůn byl prostřednictvím jeho nejstarší dcery Anne Mortimerové. |
| Lady Filipa Mortimerová          | 21. listopadu 1375 | 26. září 1400         | Poprvé se provdala za Jana Hastingse, 3. hraběte z Pembroke. Jejím druhým manželem byl Richard Fitzalan, 11. hrabě z Arundelu, s nímž měla syna Jana, který ale zemřel mladý. Jejím třetím manželem byl sir Tomáš Poynings Basingský, 5. baron St. John. |
| Sir Edmund Mortimer              | 9. listopadu 1376  | před 13. květnem 1411 | Oženil se s Catrin (Kateřinou) Glyndŵr, dcerou Owaina Glyndŵra. Měli potomky, pravděpodobně syna jménem Lionel, který pravděpodobně zemřel mladý, a tři dcery, které zemřely v londýnském Toweru po boku své matky. |

## Vývod z předků
|                  |                       |  |                                         |                                          |  |  |  |  |  |  |  | Eduard I. Anglický |
|                  |                       |  |                                         |                                          |  |  |  |  |  |  |  |                    |
|                  | Eduard II. Anglický   |  |                                         |                                          |  |  |  |  |  |  |  |                    |
|                  |                       |  |                                         |                                          |  |  |  |  |  |  |  |                    |
|                  |                       |  |                                         | Eleonora Kastilská                       |  |  |  |  |  |  |  |                    |
|                  |                       |  |                                         |                                          |  |  |  |  |  |  |  |                    |
|                  | Eduard III. Anglický  |  |                                         |                                          |  |  |  |  |  |  |  |                    |
|                  |                       |  |                                         |                                          |  |  |  |  |  |  |  |                    |
|                  |                       |  |                                         | Filip IV. Francouzský                    |  |  |  |  |  |  |  |                    |
|                  |                       |  |                                         |                                          |  |  |  |  |  |  |  |                    |
|                  | Izabela Francouzská   |  |                                         |                                          |  |  |  |  |  |  |  |                    |
|                  |                       |  |                                         |                                          |  |  |  |  |  |  |  |                    |
|                  |                       |  |                                         | Jana I. Navarrská                        |  |  |  |  |  |  |  |                    |
|                  |                       |  |                                         |                                          |  |  |  |  |  |  |  |                    |
|                  | Lionel z Antverp      |  |                                         |                                          |  |  |  |  |  |  |  |                    |
|                  |                       |  |                                         |                                          |  |  |  |  |  |  |  |                    |
|                  |                       |  |                                         | Jan II. Holandský                        |  |  |  |  |  |  |  |                    |
|                  |                       |  |                                         |                                          |  |  |  |  |  |  |  |                    |
|                  | Vilém III. Holandský  |  |                                         |                                          |  |  |  |  |  |  |  |                    |
|                  |                       |  |                                         |                                          |  |  |  |  |  |  |  |                    |
|                  |                       |  |                                         | Filipa Lucemburská                       |  |  |  |  |  |  |  |                    |
|                  |                       |  |                                         |                                          |  |  |  |  |  |  |  |                    |
|                  | Filipa Henegavská     |  |                                         |                                          |  |  |  |  |  |  |  |                    |
|                  |                       |  |                                         |                                          |  |  |  |  |  |  |  |                    |
|                  |                       |  |                                         | Karel I. z Valois                        |  |  |  |  |  |  |  |                    |
|                  |                       |  |                                         |                                          |  |  |  |  |  |  |  |                    |
|                  | Johana z Valois       |  |                                         |                                          |  |  |  |  |  |  |  |                    |
|                  |                       |  |                                         |                                          |  |  |  |  |  |  |  |                    |
|                  |                       |  |                                         | Markéta z Anjou                          |  |  |  |  |  |  |  |                    |
|                  |                       |  |                                         |                                          |  |  |  |  |  |  |  |                    |
| Filipa z Ulsteru |                       |  |                                         |                                          |  |  |  |  |  |  |  |                    |
|                  |                       |  |                                         |                                          |  |  |  |  |  |  |  |                    |
|                  |                       |  | Richard Óg de Burgh, 2nd Earl of Ulster |                                          |  |  |  |  |  |  |  |                    |
|                  |                       |  |                                         |                                          |  |  |  |  |  |  |  |                    |
|                  | John de Burgh         |  |                                         |                                          |  |  |  |  |  |  |  |                    |
|                  |                       |  |                                         |                                          |  |  |  |  |  |  |  |                    |
|                  |                       |  |                                         | Margery de Burgh                         |  |  |  |  |  |  |  |                    |
|                  |                       |  |                                         |                                          |  |  |  |  |  |  |  |                    |
|                  | Vilém Donn z Burgh    |  |                                         |                                          |  |  |  |  |  |  |  |                    |
|                  |                       |  |                                         |                                          |  |  |  |  |  |  |  |                    |
|                  |                       |  |                                         | Gilbert de Clare, 7th Earl of Gloucester |  |  |  |  |  |  |  |                    |
|                  |                       |  |                                         |                                          |  |  |  |  |  |  |  |                    |
|                  | Alžběta de Clare      |  |                                         |                                          |  |  |  |  |  |  |  |                    |
|                  |                       |  |                                         |                                          |  |  |  |  |  |  |  |                    |
|                  |                       |  |                                         | Johana Anglická                          |  |  |  |  |  |  |  |                    |
|                  |                       |  |                                         |                                          |  |  |  |  |  |  |  |                    |
|                  | Alžběta z Burgh       |  |                                         |                                          |  |  |  |  |  |  |  |                    |
|                  |                       |  |                                         |                                          |  |  |  |  |  |  |  |                    |
|                  |                       |  |                                         | Edmund z Lancasteru                      |  |  |  |  |  |  |  |                    |
|                  |                       |  |                                         |                                          |  |  |  |  |  |  |  |                    |
|                  | Jindřich z Lancasteru |  |                                         |                                          |  |  |  |  |  |  |  |                    |
|                  |                       |  |                                         |                                          |  |  |  |  |  |  |  |                    |
|                  |                       |  |                                         | Blanka z Artois                          |  |  |  |  |  |  |  |                    |
|                  |                       |  |                                         |                                          |  |  |  |  |  |  |  |                    |
|                  | Matylda z Lancasteru  |  |                                         |                                          |  |  |  |  |  |  |  |                    |
|                  |                       |  |                                         |                                          |  |  |  |  |  |  |  |                    |
|                  |                       |  |                                         | Patrick V de Chaworth                    |  |  |  |  |  |  |  |                    |
|                  |                       |  |                                         |                                          |  |  |  |  |  |  |  |                    |
|                  | Maud Chaworthová      |  |                                         |                                          |  |  |  |  |  |  |  |                    |
|                  |                       |  |                                         |                                          |  |  |  |  |  |  |  |                    |
|                  |                       |  |                                         | Isabella de Beauchamp                    |  |  |  |  |  |  |  |                    |
|                  |                       |  |                                         |                                          |  |  |  |  |  |  |  |                    |